# Île de Bananec
L'île de Bananec est une île de l'archipel des Glénan au sud de Fouesnant dans le département français du Finistère. Autrefois elle s’appelait Balanec, ce qui signifie couvert de genêts. Mais en 1902, lorsque le breton a été interdit, beaucoup de mot se sont modifiés et le nom de cette île s’est transformé en Bananec (cela ne signifie rien en breton).
L'île de Bananec est reliée à Saint-Nicolas par un cordon de sable, un tombolo, se découvrant à marée basse. L'école de voile des Glénans, propriétaire de l'île depuis 1966, y a construit un bâtiment.

## Pour approfondir